# 유니레버코리아
유니레버코리아(영어: Unilever Korea)는 영국의 다국적 기업이며. 한국의 생활용품 판매업체로 유니레버 한국 법인은 서울특별시 강남구에 위치 하였다.

## 역사
- 1992년 - 유니레버코리아 설립
- 1993년 - 외국인투자기업 등록
- 1997년 - 음식료와 생활용품 유통 판매망을 인수.확장

## 같이 보기
- 유니레버
- 애경산업
- 해표유니레버